# Ngola Ana Nzinga Mbande

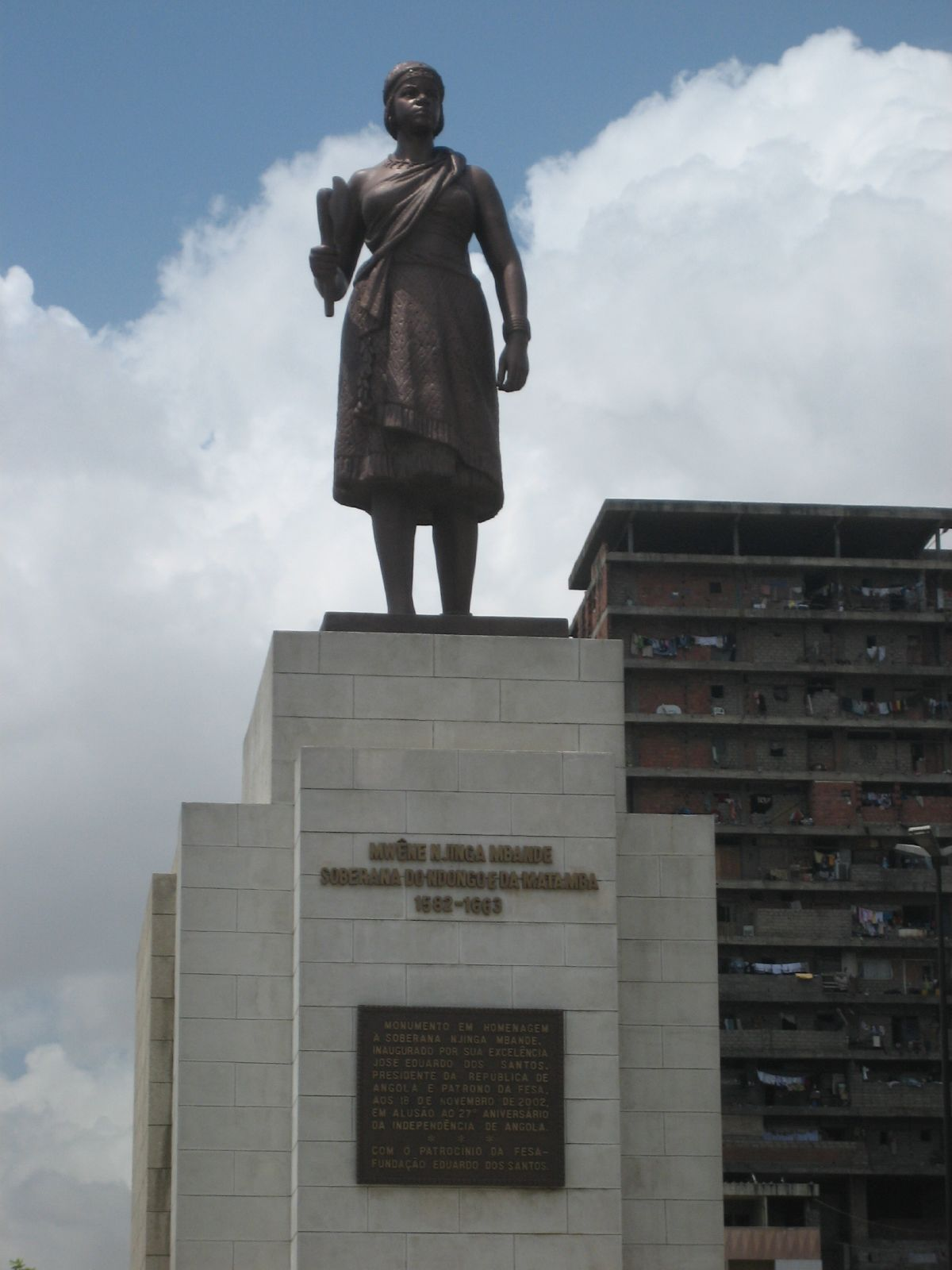
Pomnik Nzingi w Luandzie

Ngola Ana Nzinga Mbande (ur. 1583, zm. 1663) – królowa państwa Ndongo (1624–1663) położonego na terenie dzisiejszej północnej Angoli.

## Życiorys
Urodziła się w 1582 roku, była córką króla Mbande a Ngola (władcy Ndongo przyjmowali tytuł Ngola). Ojciec traktował ją ze szczególną sympatią, pozwalał jej brać udział w naradach wojskowych i politycznych.
W młodości brała udział w wojnie, którą jej brat toczył z Luísem Mendesem de Vasconcellos, portugalskim gubernatorem Angoli. Vasconcellos zamierzał dokonać podboju Ndongo. Dowodziła oddziałami na terenie wschodniego Ndongo i w okolicach Matamby.
W 1622 roku była liderką delegacji dyplomatycznej, którą jej brat, król Ndongo Ngola Mbande, wysłał do Luandy w celu rozpoczęcia negocjacji pokojowych z Portugalczykami. Podczas wielomiesięcznego pobytu w Luandzie przygotowywała się do chrztu, uczyła się katechizmu, w końcu przyjęła chrzest i imię Ana da Sousa. Pomimo chrztu nigdy nie odrzuciła tradycyjnych wierzeń ludów Mbundu (w tym takich jak ofiary z ludzi czy przechowywanie kości członków rodziny, co oburzało portugalskich misjonarzy).
W 1624 roku, po śmierci brata, objęła władzę w Ndongo. Po wstąpieniu na tron krwawo rozliczyła się z potencjalnymi rywalami, zamordowała m.in. swojego kuzyna.
W 1626 roku tron odebrał jej wspierany przez Portugalczyków Hari a Ngola, ostatecznie w 1657 Nzinga odzyskuje władzę.
Podczas rządów prowadziła nieustanne walki z portugalskimi gubernatorami Angoli, którzy próbowali podporządkować sobie jej królestwo.
Po jej śmierci władczynią została jej siostra, Mukambu (znana także pod europejskim imieniem Barbara).

## W kulturze popularnej
W 2023 Netflix wyemitował pierwszy sezon serialu Afrykańskie królowe, którego bohaterką jest Nzinga. Producentką wykonawczą serialu i narratorką jest Jada Pinkett Smith.

## Upamiętnienie
W Luandzie znajduje się jej pomnik. Jej imieniem nazwano szkołę capoeiry w Brazylii.